# Viña del Mar
Viña del Mar je město a obec v regionu Valparaíso ve středním Chile na pobřeží Tichého oceánu. Jeho dlouhé pláže bílého písku jsou velkou atrakcí pro místní i cizí turisty. Je známé jako „Zahradní město“ a jeho jméno v překladu znamená „vinohrad nad mořem“. Ve městě žije přibližně 333 tisíc obyvatel. Město je součástí aglomerace Velké Valparaíso a se sousedním Valparaísem prakticky splývá. Známou atrakcí jsou Květinové hodiny.
Od roku 1944 je ve Viñe pojmenována ulice na památku vypálených Lidic.

## Sport
- Everton de Viña del Mar – fotbalový klub[4]
- V roce 1962 tam hráli svoji kvalifikační skupinu fotbaloví reprezentanti Československa na mistrovství světa v němž později hráli ve finále (v Santiagu de Chile, s Brazílií 1 : 3, druhé místo, stříbrné medaile)

## Galerie

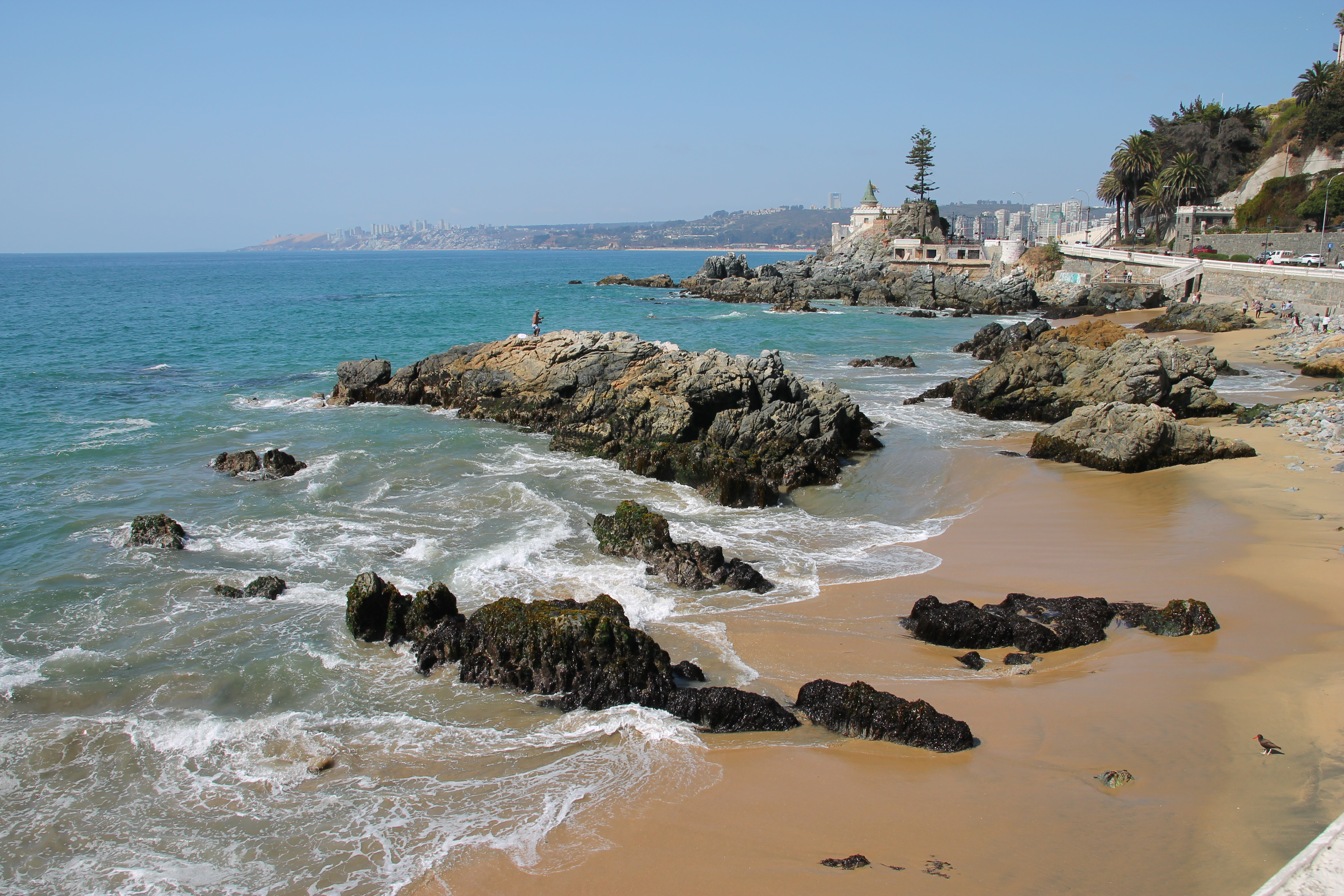
Castillo Wulff na nábřeží
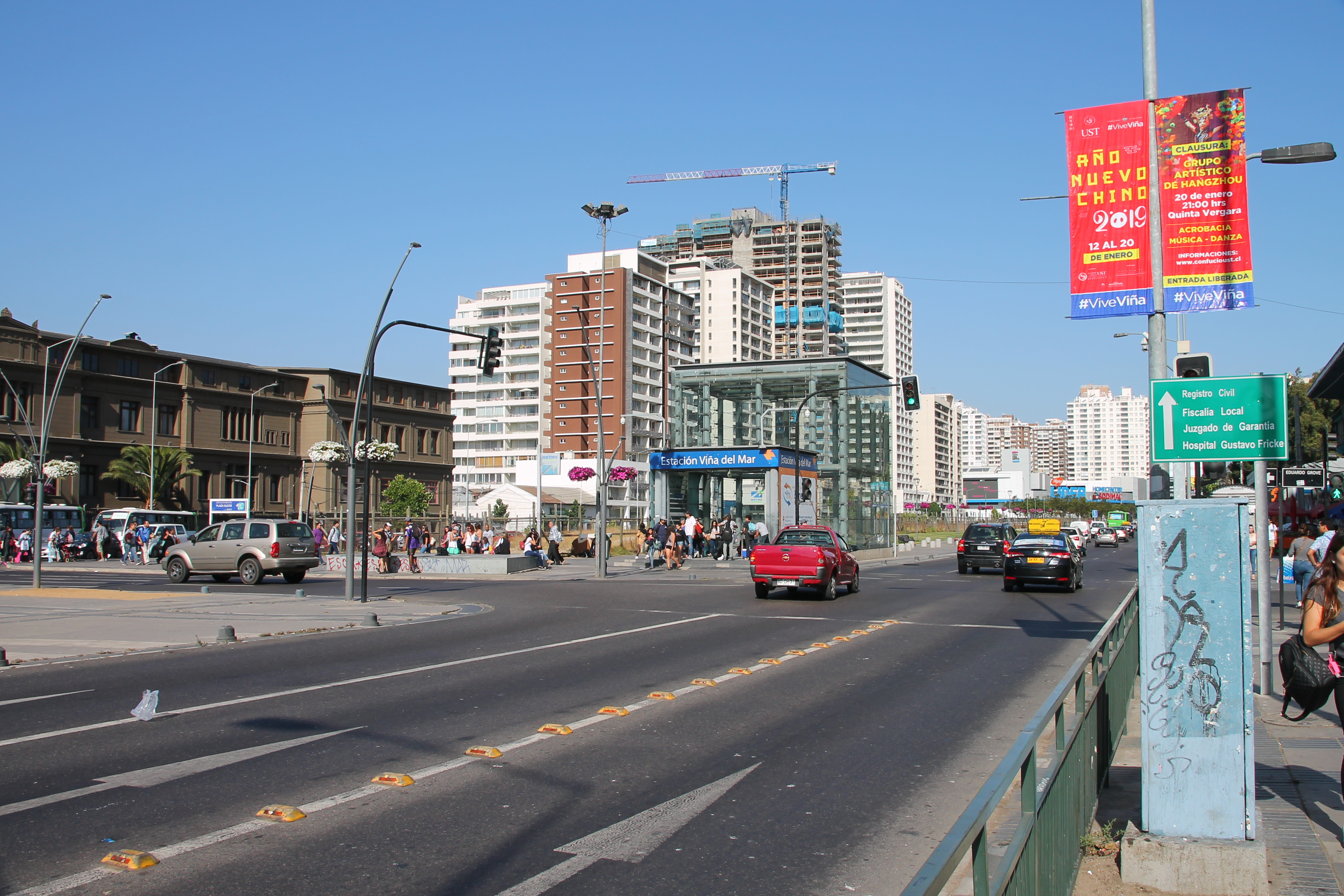
Náměstí Sucre se stanicí metra
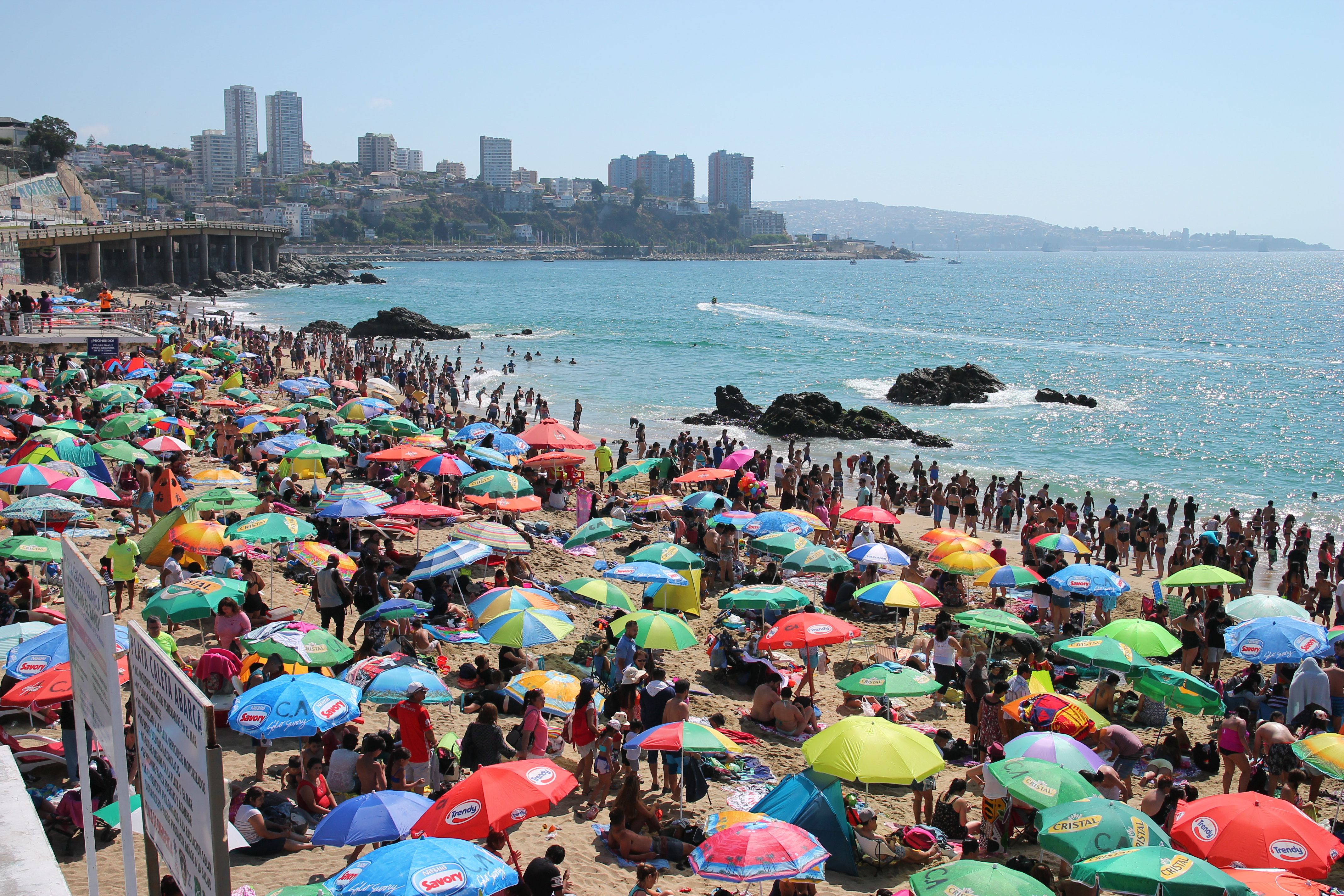
Zaplněná pláž Abarca
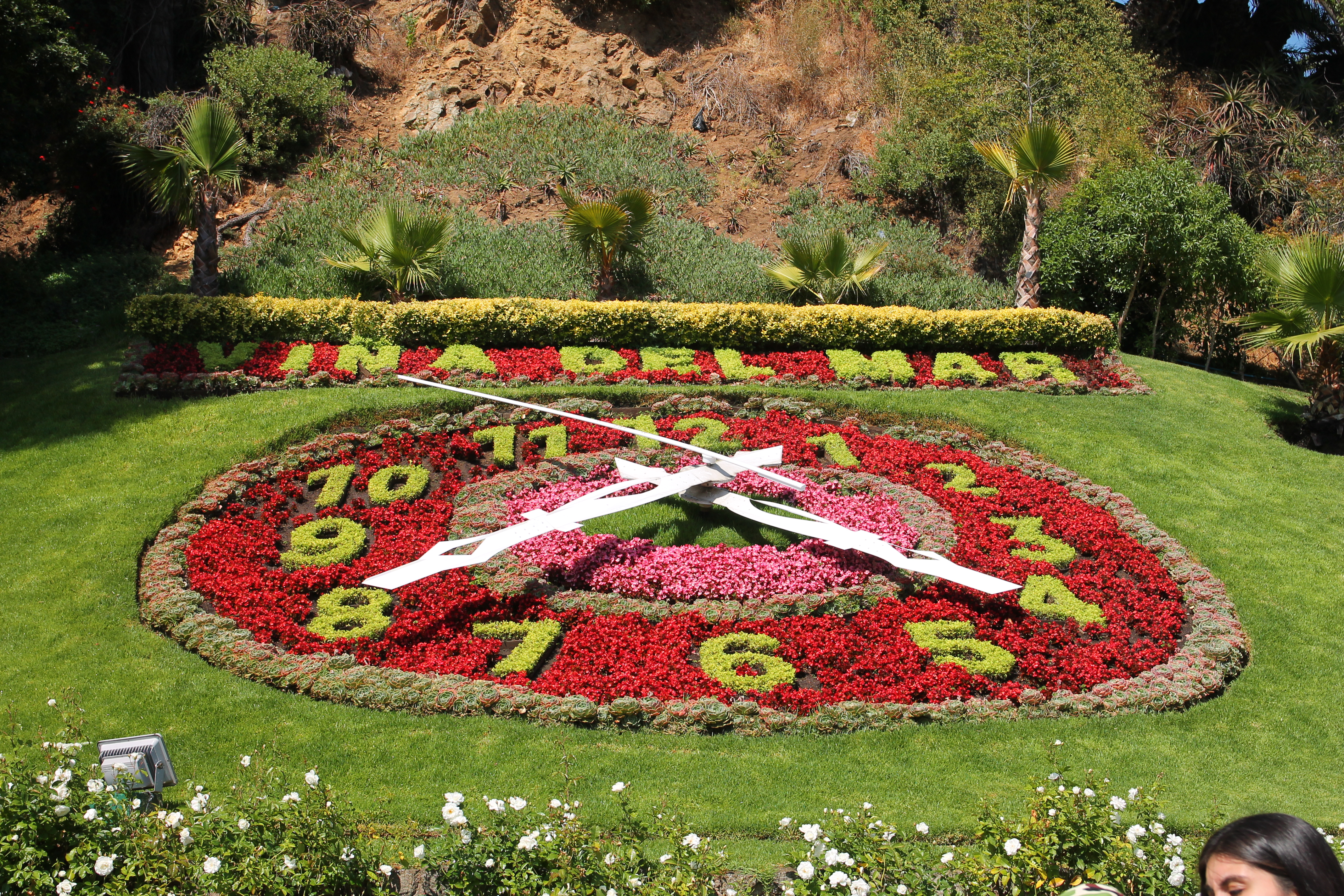
Květinové hodiny
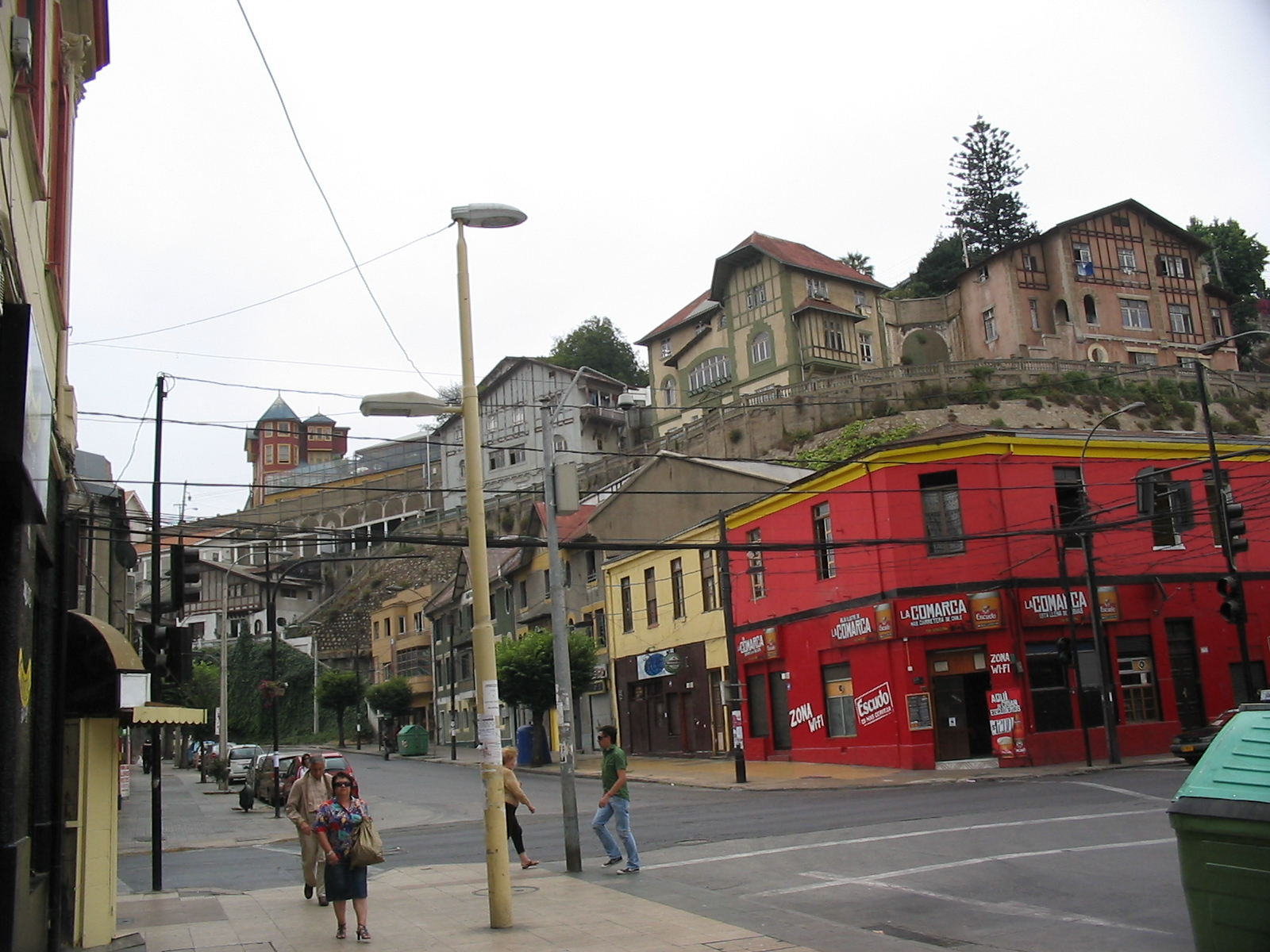
Centrum města
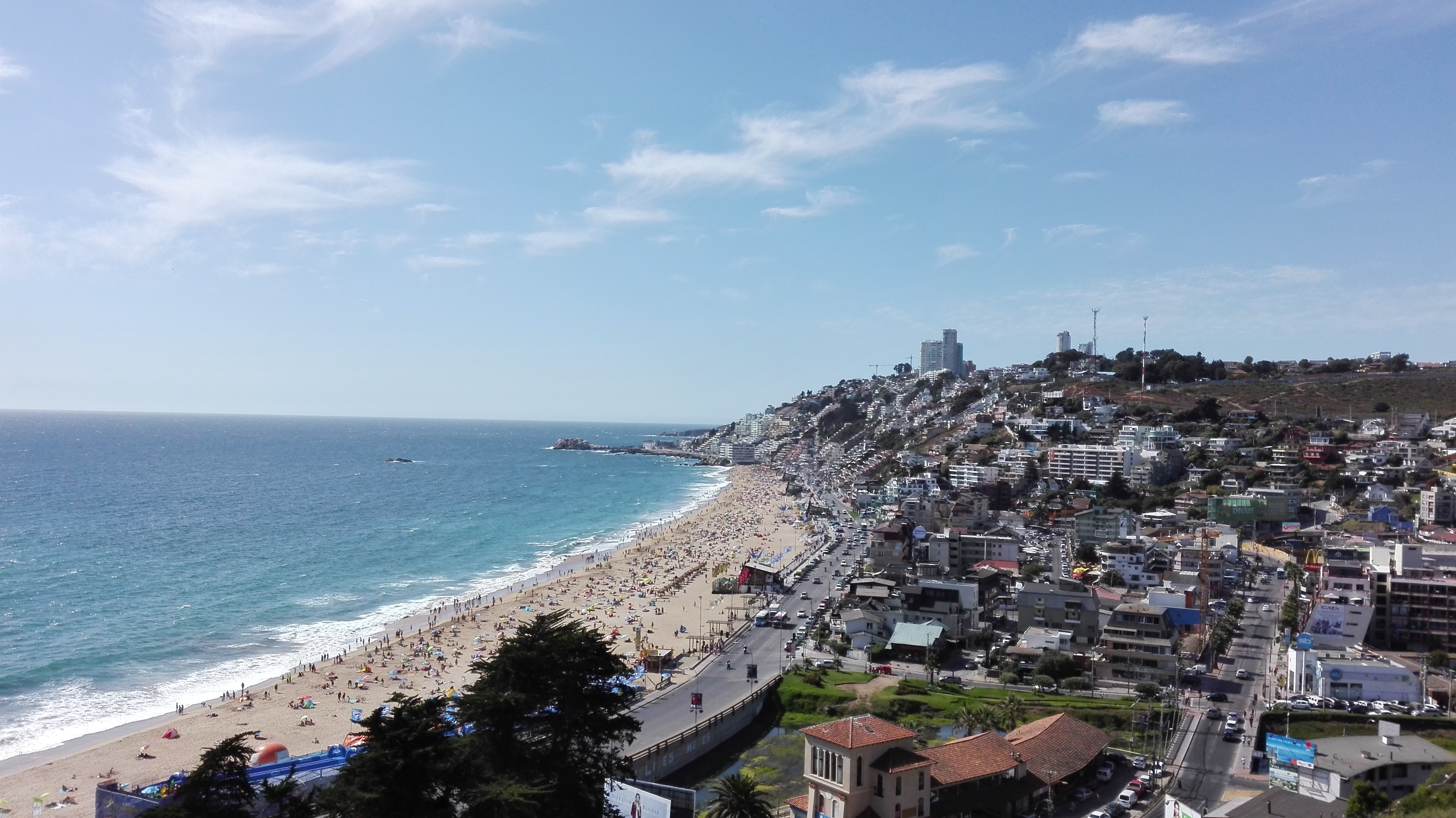
Reñaca

## Partnerská města
- Kanton, Čína
- Mar del Plata, Argentina
- Sausalito, Spojené státy americké
- Smyrna, Turecko